# Lieblingsspeise der Hyänen
Lieblingsspeise der Hyänen ist eine erstmals 1960 veröffentlichte Erzählung von Siegfried Lenz.

## Inhalt
Der Erzähler beobachtet in einer Gaststätte einen US-Amerikaner, der von zwei lebenslustigen Frauen begleitet wird. Nachdem die beiden, die er für Schwestern hält, das Lokal verlassen haben, beginnt sich der Fremde zu betrinken und lädt auch den Erzähler an seinen Tisch. Im sich entwickelnden Gespräch offenbart der Mann, dass die Damen seine Ehefrau und seine Tochter Marjorie sind. Er ist mit ihnen nach Europa gereist, um Stationen seines Kriegsdienstes, die ihn emotional berührt haben, zu besuchen. Da die Frauen aber nur an Schuheinkäufen interessiert sind und er stets im Hotel auf sie warten soll, können sie weder die Wiese in Frankreich, auf der er einst notlanden musste, noch den alten Italiener, dessen Schafherde der damalige Kampfflieger bei einem Luftangriff tötete, aufsuchen. Ihr Reiseziel in der BRD ist das Grab seines Jugendfreundes und Kameraden Charles, der nach einem Fallschirmabsprung ertrank. Der Veteran befürchtet jedoch, auch dies aufgrund der Kauflust der Frauen nicht schaffen zu können, und bezeichnet beide als „Hyänen“, deren „Lieblingsspeise“ Schuhe sind. Außerdem deutet er an, ihnen in seiner Wut Gewalt antun zu wollen. Als beide von ihrem Einkauf zurückkehren, verabschiedet sich der US-Amerikaner mit einem dankbaren Blick an den Erzähler und steigt mit den Frauen in ein Taxi.

## Veröffentlichung
Das Werk war Teil des Erzählbandes Das Feuerschiff, der 1960 bei Hoffmann und Campe erschien. Der Verlag Volk und Welt gab die Geschichte im Rahmen der Buchreihe Erkundungen auch in der DDR heraus.